# NGC 1427
NGC 1427 é uma galáxia elíptica (E) localizada na direcção da constelação de Fornax. Possui uma declinação de -35° 23' 34" e uma ascensão recta de 3 horas, 42 minutos e 19,2 segundos.
A galáxia NGC 1427 foi descoberta em 28 de Novembro de 1837 por John Herschel.